# Deep River (album)
Albums de Hikaru Utada
Distance
(2001) Ultra Blue
(2006)
Compilations par Hikaru Utada
Single Collection
(2004)
Albums par Utada
Exodus
(2004)
Singles
Deep River (écrit en capitales : DEEP RIVER) est le 3e album d'Hikaru Utada (sous ce nom), sorti en 2002.

## Présentation
L'album sort le 19 juin 2002 au Japon sous le label EMI Music Japan. Il atteint la 1re place du classement des ventes de l'Oricon. Il se vend à 2 350 170 exemplaires la première semaine, et reste classé pendant 57 semaines, se vendant à plus de 3 605 000 exemplaires, ce qui en fait l'album le plus vendu de l'année au Japon, et le huitième le plus vendu de tous les temps dans ce pays, derrière les deux précédents albums de la chanteuse, First Love et Distance. Comme les précédents, l'album Deep River sort aussi trois mois plus tard le 30 septembre au format vinyle en un double album 33 tours. 
L'album contient onze chansons (et un interlude musical), dont cinq déjà parues sur les quatre singles sortis après l'album précédent : Final Distance (nouvelle version de la chanson Distance du précédent album homonyme), Traveling, Hikari (adaptée par ailleurs en anglais sous le titre Simple and Clean), et Sakura Drops / Letters (single "double face A"). Une des autres chansons de l'album, Play Ball, sera diffusée en radio pour le promouvoir, mais sans sortir en single. La chanson qui donne son titre au disque, Deep River, bénéficie d'un clip vidéo, sans non plus sortir en single.
Le prochain album studio japonais d'Hikaru Utada, Ultra Blue, sortira quatre ans plus tard en 2006, mais entre-temps sortiront en 2004 sa compilation Single Collection Vol.1 et son album américain Exodus (attribué simplement à "Utada").

## Liste des titres
Toutes les chansons sont écrites et composées par Hikaru Utada, et arrangées par Kei Kawano et Hikaru Utada sauf titres n°7 (Kawano), n°8 (Yuichiro Honda, Kawano, Utada) et n°10 (Neko Saito).
| CD    | CD                                                                 | CD    | CD | CD | CD | CD | CD | CD | CD |
| No    | Titre                                                              | Durée |    |    |    |    |    |    |    |
| ----- | ------------------------------------------------------------------ | ----- | -- | -- | -- | -- | -- | -- | -- |
| 1.    | Sakura Drops (SAKURAドロップス) (du single Sakura Drops / Letters) | 4:58  |    |    |    |    |    |    |    |
| 2.    | Traveling (traveling)                                              | 5:13  |    |    |    |    |    |    |    |
| 3.    | Shiawase ni Narô (幸せになろう)                                    | 4:46  |    |    |    |    |    |    |    |
| 4.    | Deep River                                                         | 4:36  |    |    |    |    |    |    |    |
| 5.    | Letters (du single Sakura Drops / Letters)                         | 4:48  |    |    |    |    |    |    |    |
| 6.    | Play Ball (プレイ・ボール)                                         | 4:13  |    |    |    |    |    |    |    |
| 7.    | Tokyo NIGHTS (東京NIGHTS)                                          | 4:43  |    |    |    |    |    |    |    |
| 8.    | A.S.A.P.                                                           | 4:55  |    |    |    |    |    |    |    |
| 9.    | Uso Mitai na I Love You (嘘みたいなI Love You)                     | 4:48  |    |    |    |    |    |    |    |
| 10.   | Final Distance (FINAL DISTANCE)                                    | 5:38  |    |    |    |    |    |    |    |
| 11.   | Bridge (Interlude)                                                 | 1:08  |    |    |    |    |    |    |    |
| 12.   | Hikari (光)                                                        | 5:02  |    |    |    |    |    |    |    |
| 54:55 |                                                                    |       |    |    |    |    |    |    |    |

Vinyle
Side 1
1. Sakura Drops
2. Traveling
3. Shiawase ni Narô

Side 2
1. Deep River
2. Letters
3. Play Ball

Side 3
1. Tokyo Nights
2. A.S.A.P.
3. Uso Mitai na I Love You

Side 4
1. Final Distance
2. Bridge (Interlude)
3. Hikari